# Vợ người ta
Vợ người ta là một bài hát của nam ca sĩ kiêm sáng tác nhạc Phan Mạnh Quỳnh. Bài hát được sáng tác và thể hiện bởi chính anh.

## Video âm nhạc
Phan Mạnh Quỳnh sáng tác và hát bài hát này từ trải nghiệm cá nhân khi người yêu cũ bỏ đi lấy chồng, nhưng anh ấy không cay cú. Nội dung MV không chính thức kể về câu chuyện một chàng trai theo đuổi một cô gái nhưng cô gái lại yêu một người khác và tổ chức đám cưới, chàng trai được mời đến và đã phá nát đám cưới.

## Thành tích
Tính đến thời điểm hiện tại (9/2024), bài hát đã thu hút hơn 145 triệu lượt xem (MV không chính thức phiên bản đám cưới) và hơn 19 triệu lượt xem (MV chính thức từ Zing MP3) trên kênh YouTube. Theo công bố của Giải thưởng âm nhạc trực tuyến Zing Music Awards 2015 với hơn 90 triệu lượt nghe, bài hát này đã lọt vào Top 5 của 3 hạng mục giải thưởng chính: Ca khúc của năm, Album của năm và Music Video của năm. Ngoài ra bài hát còn được trao giải: Hiện tượng âm nhạc 2015 tại chương trình Vietnam Top Hits 2015. Đây là từ khóa được tìm kiếm nhiều nhất tại Việt Nam vào năm 2015, theo thống kê của Google.

## Những phiên bản không chính thức
Vợ người ta có sức lan tỏa rộng rãi vì giai điệu bắt tai, dễ thuộc. Đây có lẽ là bài hát có nhiều dị bản nhất của Phan Mạnh Quỳnh. Có 2 bản được viết lại lời do chính tác giả, được sử dụng cho mục đích tuyên truyền và quảng cáo. Ngoài ra bài hát còn có rất nhiều bản parody khác trên các phương tiện truyền thông, đặc biệt có bản được sử dụng trong chương trình Gặp nhau cuối năm 2016. Điều này đã giúp tên bài hát trở thành một cụm từ thông dụng, lan rộng đến bạn bè quốc tế và đồng thời giúp Phan Mạnh Quỳnh khẳng định chỗ đứng đầu tiên của anh trong cộng đồng âm nhạc nói riêng và giới nghệ sĩ Việt Nam nói chung.
Những phiên bản tiêu biểu:
- Bản được chính nhạc sĩ Phan Mạnh Quỳnh viết lại lời cho chiến dịch cộng đồng của Tạp chí Công thương, phản ánh vấn nạn buôn thuốc lá lậu. Video được đăng trên trang Facebook cá nhân của Phan Mạnh Quỳnh vào 23/02/2017, thu hút hơn 91.000 lượt xem và 886 lượt chia sẻ (04/2020) cùng sự quan tâm của cộng đồng.[6]
- Bản được Phan Mạnh Quỳnh viết cho quảng cáo của hãng sữa Vinamilk, được đăng ngày 12 tháng 10 năm 2016 trên kênh YouTube chính thức của Vinamilk.[7] Đến nay (04/2020), phiên bản này đã thu hút hơn 195 triệu lượt xem.
- Bản xuất hiện trong chương trình Gặp nhau cuối năm 2016, được NSND Tự Long trình bày.[8]
- Bản được Trấn Thành chế lời tại chỗ để chào đón ca sĩ Long Nhật tại Bí mật đêm chủ nhật.[9]

## Giải thưởng
| Năm  | Giải thưởng       | Hạng mục                                       | Đề cử cho     | Kết quả   | Chú thích |
| ---- | ----------------- | ---------------------------------------------- | ------------- | --------- | --------- |
| 2015 | Zing Music Awards | Ca khúc Soul/R&B được yêu thích nhất           | "Vợ người ta" | Đoạt giải | [ 10 ]    |
| 2015 | Zing Music Awards | Ca khúc được chia sẻ nhiều nhất cộng đồng mạng | "Vợ người ta" | Đoạt giải | [ 10 ]    |
| 2015 | Vietnam Top Hits  | Top năm ca khúc của năm                        | "Vợ người ta" | Đoạt giải | [ 11 ]    |
| 2015 | Vietnam Top Hits  | Hiện tượng âm nhạc 2015                        | "Vợ người ta" | Đoạt giải | [ 11 ]    |